# Harlan Devore
Harlan Devore est un astronome amateur américain, professeur d'université de profession.
Il est l'un des universitaires sélectionnés par le National Optical Astronomy Observatory (NOAO) pour pouvoir exploiter les fenêtres d'observation du télescope spatial Spitzer.
Le Centre des planètes mineures le crédite de la découverte de l'astéroïde (231486) Capefearrock, effectuée le 3 août 2008 avec la collaboration de Robert Holmes.